# Пелла (муниципалитет)
Пелла (итал. Pella) — коммуна в Италии, располагается в регионе Пьемонт, в провинции Новара.
Население составляет 1148 человек (2008 г.), плотность населения составляет 144 чел./км². Занимает площадь 8 км². Почтовый индекс — 28010. Телефонный код — 0322.
Покровительницей коммуны почитается Пресвятая Богородица, празднование 16 июля.

## Демография
Динамика населения:

## Администрация коммуны
- Официальный сайт: http://www.comune.pella.no.it Архивная копия от 31 мая 2017 на Wayback Machine